# Джоушан
Джоушан (на китайски: 舟山; на пинин: Zhōushān) е архипелаг в западната част на Източнокитайско море, край брега на Източен Китай, в състава на провинция Джъдзян. Островите затварят от изток и североизток големите заливи Ханджоуван и Сяншанган. Състоят се от 1339 острова и над 3300 рифа с обща площ 1455 km². Най-големите острови са Джоушан (503 km²), Люхендао, Дайшандао, Дацюйшан, Сидзяошан. Максимална височина – връх Хуаняндзян (504 m). Покрити са предимно с храстова растителност. На островите живеят над 1 млн. души, а най-големите селища са градовете Джоушан и Шъндзямин.